# Akselbant

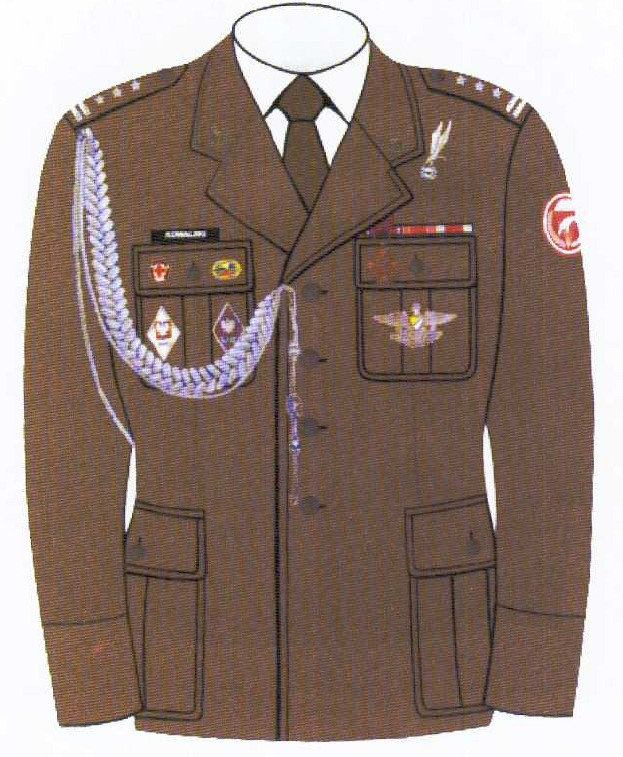
Mundur galowy ze sznurem galowym, polskie wojska lądowe

Akselbant (niem. Achsel – „dół pachowy”, Band – „taśma”), sznur galowy – ozdobny pleciony sznur naramienny, będący częścią stroju, głównie wojskowego. Noszone przy mundurze galowym jako odznaka początkowo członków straży przybocznej i świty (najwcześniej spotykane we Francji – od XVII wieku), następnie używane przez generałów, oficerów sztabu generalnego, adiutantów i żandarmerię. Z czasem pojawiły się we wszystkich armiach europejskich.
Od XVIII wieku stosowane w Polsce przez regimenty dragonów, a następnie pułki gwardii. Wojsko Polskie stosuje akselbanty w stroju galowym generałów, oficerów i podoficerów.
Mają zróżnicowane kolory, noszone są na prawym ramieniu łącznie z plecionym naramiennikiem. Metalowe zakończenie sznurów jest pozostałością dawniej przymocowywanego do nich ołowianego sztyftu, który spełniał rolę ołówka.